# Huntington Bancshares
Huntington Bancshares, Хантингтон Банкшерс — банковская компания, расположенная в штате Огайо. Основой деятельности служит The Huntington National Bank. В списке крупнейших публичных компаний мира Forbes Global 2000 за 2021 год компания заняла 736-е место (306-е по активам, 790-е по чистой прибыли, 1098-е по рыночной капитализации, 1865-е по размеру выручки).
Банк был основан в 1866 году под названием P. W. Huntington & Company. В 1905 году название было изменено на The Huntington National Bank of Columbus. С 1920-х годов банк начал расти за счёт поглощения других банков в Огайо, а затем и в соседних штатах. В 1966 году на основе банка была создана банковская холдинговая компания Huntington Bancshares. В конце 2020 года было достигнуто соглашение о слиянии Huntington с детройтским TCF Bank; слияние было завершено в середине 2021 года, активы объединённого банка составили 175 млрд долларов.
Сеть банка насчитывает 828 отделений в штатах Огайо, Индиана, Иллинойс, Кентукки, Мичиган, Пенсильвания и Западная Виргиния, а также 11 офисов по обслуживанию крупных частных клиентов; слияние с TCF добавило штаты Миннесота и Колорадо, а количество отделений увеличило до 1100. На конец 2020 года активы составили 123 млрд долларов, из них 80 млрд пришлось на выданные кредиты, около половины из них — коммерческие, вторую половину составляют ипотечные кредиты и автокредиты. Принятые депозиты составляли 99 млрд долларов.